# Riblet
Riblet – jeden z szeregu mikroskopijnych rowków, o szerokości kilku tysięcznych centymetra każdy, wyrytych na przylepnej powierzchni.
Riblety mogłyby być stosowane na kadłubach samolotów i statków w celu zredukowania oporu stawianego odpowiednio przez powietrze i wodę, jednak obecnie technologia ta jest zbyt droga, aby zastosować ją na skalę masową.
Riblety po raz pierwszy zaobserwowano na ciele rekinów.